# Igor Djuric (cầu thủ bóng đá người Thụy Sĩ)
Igor Djuric (tiếng Serbia: Igor Đurić, sinh ngày 30 tháng 8 năm 1988) là một hậu vệ bóng đá người Thụy Sĩ hiện tại thi đấu cho Neuchâtel Xamax.

## Sự nghiệp
Anh có kinh nghiệm tốt với nhiều lần ra sân choAC Bellinzona mùa giải 2005-06 của Swiss League. Ngày 3 tháng 2 năm 2010, anh có hợp đồng 4 năm ở Udine theo dạng cho mượn ở Bellinzona.
Vào ngày 16 tháng 6 năm 2010, anh rời khỏi cho SC Kriens theo hợp đồng 1 năm.

## Sự nghiệp quốc tế
Djuric represented Swiss U-19 ở 2007 Giải vô địch bóng đá U-19 châu Âu qualifying round.